# Profesionalen Futbolen Klub Ludogorec 1945 2016-2017
Questa voce raccoglie i dati del Profesionalen Futbolen Klub Ludogorec 1945 per la stagione 2016-2017.

## Stagione
Nella stagione 2016-2017 il Ludogorec vinse il suo sesto titolo nazionale, il sesto di fila. si qualificò per la fase a gironi della Champions League eliminando ai play-off il Viktoria Plzeň, vincendo per 2-0 all'andata in casa e pareggiando per 2-2 al ritorno in trasferta.
In precedenza aveva eliminato nel secondo turno preliminare i montenegrini del Budućnost vincendo per 2-0 in casa e 3-0 al ritorno. Nel terzo turno preliminare si impose ai supplementari sulla Stella Rossa, pareggiando per 2-2 all'andata a vincendo per 4-2 al ritorno. Giunto terzo nel girone di Champions (fatto ineguagliato nella storia del calcio bulgaro), ottenne un posto in Europa League, dove uscì ai sedicesimi contro il Copenaghen (1-2 in Bulgaria, 0-0 in Danimarca).

## Rosa 2016-2017
| N. |                       | Ruolo | Calciatore                  |
| -- | --------------------- | ----- | --------------------------- |
| 1  | Canada (bandiera)     | P     | Milan Borjan                |
| 4  | Brasile (bandiera)    | D     | Cicinho                     |
| 5  | Argentina (bandiera)  | D     | José Palomino               |
| 6  | Brasile (bandiera)    | D     | Natanael                    |
| 8  | Brasile (bandiera)    | C     | Lucas Sasha                 |
| 10 | Brasile (bandiera)    | C     | Gustavo Campanharo          |
| 11 | Brasile (bandiera)    | A     | Juninho Quixadá             |
| 12 | Madagascar (bandiera) | C     | Anicet Abel                 |
| 17 | Bulgaria (bandiera)   | A     | Tsvetelin Chunchukov        |
| 18 | Bulgaria (bandiera)   | C     | Svetoslav Djakov (capitano) |
| 21 | Bulgaria (bandiera)   | P     | Vladislav Stojanov          |
| 22 | Brasile (bandiera)    | C     | Jonathan Cafú               |
| 25 | Bulgaria (bandiera)   | D     | Jordan Minev                |

| N. |                        | Ruolo | Calciatore        |
| -- | ---------------------- | ----- | ----------------- |
| 26 | Bulgaria (bandiera)    | P     | Daniel Naumov     |
| 27 | Romania (bandiera)     | D     | Cosmin Moți       |
| 28 | Romania (bandiera)     | A     | Claudiu Keșerü    |
| 32 | Ucraina (bandiera)     | D     | Ihor Plastun      |
| 33 | Brasile (bandiera)     | P     | Renan             |
| 37 | Brasile (bandiera)     | A     | João Paulo        |
| 55 | Bulgaria (bandiera)    | D     | Georgi Terziev    |
| 77 | Portogallo (bandiera)  | D     | Vitinha           |
| 84 | Bulgaria (bandiera)    | C     | Marcelinho        |
| 88 | Brasile (bandiera)     | C     | Wanderson         |
| 92 | Paesi Bassi (bandiera) | C     | Jody Lukoki       |
| 93 | Paesi Bassi (bandiera) | A     | Virgil Misidjan   |
| 98 | Bulgaria (bandiera)    | C     | Svetoslav Kovačev |

## Risultati

### Champions League
| Arbitro: | Mark Clattenburg |

|                              |           |  |
| Moți 51’ (rig.) Misidjan 64’ | Marcatori |  |

| Arbitro: | Undiano Mallenco |

|                     |           |                           |
| Ďuriš 7’ Matějů 64’ | Marcatori | 17’ Misidjan 90+5’ Keșerü |

| Arbitro: | Aljaksej Kul'bakoŭ |

|             |           |          |
| Steffen 79’ | Marcatori | 45’ Cafu |

| Arbitro: | Královec |

|              |           |                             |
| Natanael 16’ | Marcatori | 41’ Matuidi 56’, 60’ Cavani |

| Arbitro: | Artur Soares Dias |

|                                                            |           |  |
| Sánchez 13’ Walcott 45’ Chamberlain 47’ Özil 56’ (83), 87’ | Marcatori |  |

| Arbitro: | Bas Nijhuis |

|                     |           |                               |
| Cafú 12’ Keșerü 15’ | Marcatori | Xhaka 20’ Giroud 41’ Özil 87’ |

| Sofia 23 novembre 2016, ore 20:45 CET 5ª giornata | Ludogorec | 0 – 0 referto | Basilea | Stadio Nazionale Vasil Levski (22 946 spett.)\| Arbitro: \| Atkinson \| |
| Arbitro:                                          | Atkinson  |               |         |                                                                         |

| Arbitro: | Sidīropoulos |

|                           |           |                            |
| Cavani 61’ Di María 90+2’ | Marcatori | 15’ Misidjan 69’ Wanderson |